# Караванська сільська рада
Карава́нська сільська́ ра́да — адміністративно-територіальна одиниця та орган місцевого самоврядування в Нововодолазькому районі Харківської області. Адміністративний центр — село Караван.

## Загальні відомості
- Територія ради: 46,35 км²
- Населення ради: 1 287 осіб (станом на 2001 рік)

## Населені пункти
Сільській раді були підпорядковані населені пункти:
- с. Караван
- с. Завадівка
- с. Червона Поляна

## Склад ради
Рада складалася з 16 депутатів та голови.
- Голова ради: Сургай Іван Іванович
- Секретар ради: Бирка Наталія Василівна

### Керівний склад попередніх скликань
| Прізвище, ім'я, по батькові | Основні відомості                                                 | Дата обрання | Дата звільнення |
| --------------------------- | ----------------------------------------------------------------- | ------------ | --------------- |
| Сургай Іван Іванович        | Сільський голова, 1959 року народження, освіта вища, безпартійний | 26.03.2006   | 31.10.2010      |
| Сургай Іван Іванович        | Сільський голова, 1959 року народження, освіта вища, безпартійний | 31.10.2010   |                 |

Примітка: таблиця складена за даними сайту Верховної Ради України

### Депутати
За результатами місцевих виборів 2010 року депутатами ради стали:

#### За суб'єктами висування
| Суб'єкт висування                                       | Кількість обраних депутатів | %    |
| ------------------------------------------------------- | --------------------------- | ---- |
| Партія регіонів                                         | 10                          | 62,5 |
| Самовисування                                           | 5                           | 31,3 |
| Політична партія Всеукраїнське об'єднання «Батьківщина» | 1                           | 6,3  |

#### За округами
| № округу                                                | Прізвище, ім'я, по батькові     | Дата визнання обраним | Освіта             | Партійна приналежність                        | Відомості про обраного депутата                                         |
| ------------------------------------------------------- | ------------------------------- | --------------------- | ------------------ | --------------------------------------------- | ----------------------------------------------------------------------- |
| Партія регіонів                                         |                                 |                       |                    |                                               |                                                                         |
| 3                                                       | Кліщ Олена Володимирівна        | 04.11.2010            | середня спеціальна | позапартійна                                  | Караванська сільська бібліотека, бібліотекар                            |
| 4                                                       | Бирка Олександр Павлович        | 04.11.2010            | вища               | позапартійний                                 | ТОВ «Власівський мірошник», інженер                                     |
| 5                                                       | Мирошниченко Віта Миколаївна    | 04.11.2010            | середня спеціальна | член Партії регіонів                          | Караванська сільська рада, головний бухгалтер                           |
| 6                                                       | Антоненко Світлана Василівна    | 04.11.2010            | середня спеціальна | позапартійна                                  | Караванська загальноосвітня школа І-ІІІ ст., вчитель початкових класів  |
| 7                                                       | Бирка Наталія Василівна         | 04.11.2010            | середня спеціальна | член Партії регіонів                          | Караванська сільська рада, секретар                                     |
| 8                                                       | Рибалка Ельвіра Маратовна       | 04.11.2010            | вища               | позапартійна                                  | Караванська загальноосвітня школа І-ІІІ ст., заступник директорра з НВР |
| 9                                                       | Рибка Сергій Олександрович      | 04.11.2010            | вища               | позапартійний                                 | СГП «Відродження», водій                                                |
| 10                                                      | Мирошниченко В'ячеслав Павлович | 04.11.2010            | середня спеціальна | позапартійний                                 | СГП «Відродження», голова СГП «Відродження»                             |
| 12                                                      | Пересічанська Алла Вікторівна   | 04.11.2010            | середня            | позапартійна                                  | Караванська сільська рада, спеціаліст                                   |
| 13                                                      | Сахно Олена Юріївна             | 04.11.2010            | вища               | позапартійна                                  | Караванська загальноосвітня школа І-ІІІ ст., вчитель початкових класів  |
| Політична партія Всеукраїнське об'єднання «Батьківщина» |                                 |                       |                    |                                               |                                                                         |
| 11                                                      | Животченко Віта Володимирівна   | 04.11.2010            | вища               | член Всеукраїнського об'єднання «Батьківщина» | Караванська загальноосвітня школа І-ІІІ ст., вчитель початкових класів  |
| Самовисування                                           |                                 |                       |                    |                                               |                                                                         |
| 1                                                       | Сахно Володимир Васильович      | 04.11.2010            | середня            | позапартійний                                 | Нововодолазьке ПТМ, оператор газового обладнання                        |
| 2                                                       | Кліщ Валентина Василівна        | 04.11.2010            | середня спеціальна | позапартійна                                  | тимчасово не працює                                                     |
| 14                                                      | Світличний Володимир Кузьмич    | 04.11.2010            | середня спеціальна | позапартійний                                 | пенсіонер                                                               |
| 15                                                      | Зінченко Микола Миколайович     | 04.11.2010            | середня            | позапартійний                                 | приватний підприємець                                                   |
| 16                                                      | Харченко Михайло Григорович     | 04.11.2010            | вища               | позапартійний                                 | приватний підприємець                                                   |